# Rapasaari (ö i Päijänne-Tavastland, Lahtis, lat 61,47, long 25,60)
Rapasaari är en ö i Finland. Den ligger i sjön Päijänne och i kommunen Sysmä i den ekonomiska regionen  Lahtis ekonomiska region  och landskapet Päijänne-Tavastland, i den södra delen av landet, 150 km norr om huvudstaden Helsingfors. Öns area är 20,3 hektar och dess största längd är 0,7 kilometer i sydväst-nordöstlig riktning.